# Бунге, Александр Андреевич
Алекса́ндр Андре́евич Бу́нге (нем. Alexander Georg von Bunge; 24 сентября [6 октября] 1803, Киев — 6 [18] июля 1890, Кильтси, Везенбергский уезд, Эстляндская губерния) — немецко-русский ботаник, действительный член Императорской Санкт-Петербургской академии наук, заслуженный профессор Дерптского университета. Действительный статский советник

## Биография
Родился в Киеве 24 сентября (6 октября) 1803 года в семье фармацевта, эмигрировавшего из Восточной Пруссии в Россию; мать — Элизабет фон Бунге, урожденная Фурманн. После смерти отца в 1814 году, семья переехала в 1815 году в Дерпт, где в 1821 году он окончил гимназию. Затем он изучал медицину в Дерптском университете, где в 1823 году был отмечен золотой медалью и в 1825 году получил степень доктора медицины за диссертацию «De relatione methodi plantarum naturalis in vires vegetabilium medicales».
Также изучал ботанику под руководством Карла Фридриха фон Ледебура и после окончания университета отправился с Ледебуром в Сибирь. Назначенный в январе 1826 года врачом Колывано-Воскресенских горных заводов, он предпринимал путешествия для изучения Алтая. С 1828 по 1830 годы он служил при барнаульском госпитале, затем в Змеиногорске.
В 1829 году встретился здесь с А. Гумбольдтом, по рекомендации которого был прикомандирован Академией наук к духовной миссии, отправлявшейся в 1830 году в Пекин. Собранный им во время путешествия по Китаю материал он описал в «Enumeratio plantarum quas in China boreali collegit» (Санкт-Петербург, 1831) и в «Описание новых родов и видов китайских и монгольских растений = Plantarum Mongolico-Chinensium decas I» (Казань, 1835. — 29 с., 3 л. илл).
В 1832 году Бунге вторично объехал Алтай (список собранных тогда растений был издан в 1836 году), в 1833 году вернулся в Петербург и вскоре был приглашён экстраординарным профессором на кафедру ботаники в Казанский университет. В 1835 году он объехал приволжские степи и Астраханскую губернию.
В 1836 году в качестве ординарного профессора занял кафедру ботаники в Дерптском университете; одновременно был директором ботанического сада. Занимался исследованием флоры прибалтийского края.
В 1857 году присоединился к экспедиции Ханыкова в Персию. Через Тифлис, Баку, Каспийское море, Астрабад, Нишапур и Мешхед он отправился в Герат, откуда в 1858 году предпринимал путешествия для исследования различных местностей Персии; в 1859 году вернулся через Тегеран и Тифлис в Дерпт. В 1867 году вышел в отставку и занялся обработкой собранного в Персии материала.
С 15 апреля 1840 года состоял в чине статского советника, с 31 декабря 1855 года — действительного статского советника. Был награждён орденами Св. Анны 2-й степени (1852) и Св. Владимира 3-й степени (1860), а также персидским орденом Льва и Солнца 2-й степени со зведой (1862).
В 1874 году был участником ботанического конгресса во Флоренции. Дерптский университет 28 сентября 1875 года присвоил ему звание почётного доктора ботаники. С 1884 года — почётный член киевского университета Св. Владимира.
Член Московского общества испытателей природы.
Лауреат Бэровской премии (1876) — золотая медаль Бэра, а также Декандолевской премии.
Умер 6 (18) июля 1890 года в Кильтси (Везенбергский уезд Эстляндской губернии). Был похоронен в Дерпте на кладбище Раади.

## Сочинения
Кроме указанных выше сочинений, были напечатаны:

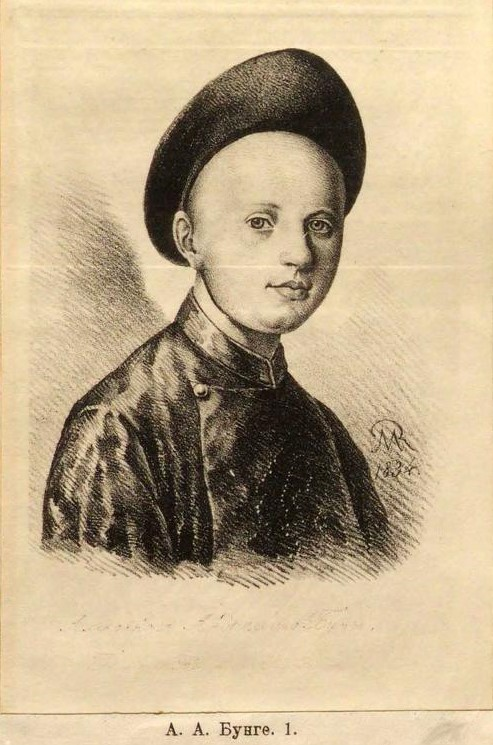
А. А. Бунге в одежде мандарина, в 1834 году

- «Al. Lehmanni reliquiae botanicae» (Санкт-Петербург, 1851);
- «Tamaricum species» (Дерпт, 1852);
- «Anabasearum revisio» (Санкт-Петербург, 1862);
- «Die Arten der Gattung Cousinia» (Санкт-Петербург, 1865);
- «Generis Astragali species gerontogeae I и II» (Санкт-Петербург, 1868—1869);
- «Weite und enge Verbreitungsbezirke einiger Pflanzen» (Дерпт, 1872)
- Alex. de Bunge. Hypogomphia, une nouvelle espece de Labiacees, provenant de Taschkent // Bulletin de l'Academie Imperiale des Sciences de St. Petersbourg. Tome dix-huitieme, XII decade. — St. Petersbourg, 1873. — С. 28—30.
- «Die Gattung Acantholimon» (Санкт-Петербург, 1873);
- «Species generis Oxytropis DC.» (Санкт-Петербург, 1874);
- «Enumeratio Salsolacearum Mongoliae» (Санкт-Петербург, 1879);
- «Enumeratio Salsolacearum centrasiaticarum» (Санкт-Петербург, 1880);
- «Pflanzengeogr. Betrachtungen uber die Famille der Chenopodieen» (Санкт-Петербург, 1880).

Подробный список у Траутфеттера в «Florae Rossicae fontes» («Труды Императорского ботанического сада», т. VII, 1880).

## Названы в честь Бунге

### Родрастений
Бунгея (Bungea C.A.Mey.) семейства Заразиховые (Orobanchaceae Lindl.)

### Видырастений
| - Acanthophyllum bungei Trautv. - Agrostemma bungeana D.Don - Alchemilla bungei Juz. - Allium bungei Boiss. - Allochrusa bungei Boiss. - Alyssum bungei Boiss. - Anantherix bungei G.Don - Androsace bungeana Schischk. & Bobrov - Anemone bungeana Pritz. - Anil(a) bungeana Kuntze - Aplophyllum bungei Trautv. - Aplotaxis bungei Less. ex Ledeb. - Aplotaxis bungei DC. - Arctium bungeanum Kuntze - Arenaria bungei Barkoudah - Arnebia bungei Boiss. - Aspalathus bungei Kuntze - Astragalus bungeanus Boiss. - Astragalus bungeanus Speg. - Astragalus bungei C.Winkl. & B.Fedtsch. ex B.Fedtsch. - Batrachium bungei (Steud.) L.Liu - Bilegnum bungei Brand - Calamagrostis bungeana Petrov - Calligonum bungei Boiss. - Calyptrosciadium bungei (Boiss.) Pimenov - Capnodes bungeanum Kuntze - Caprifolium bungeanum Kuntze - Caragana bungei Ledeb. - Carex bungeana Debeaux - Castanea bungeana Blume - Catalpa bungei C.A.Mey. - Catalpa bungei hort. ex Dippel - Celtis bungeana Blume - Cerastium bungeanum Vved. - Cerasus bungei Walp. - Chamaegeron bungei (Boiss.) Botsch. - Chorispora bungeana Fisch. & C.A.Mey. - Cleome bungei Steud. - Clerodendrum bungei Steud. - Corydalis bungeana Turcz. - Cousinia bungeana Regel & Schmalh. - Crepis bungeana C.A.Mey. ex DC. - Crepis bungei Ledeb. ex DC. - Cynanchum bungei Decne. - Cynoglossospermum bungei Kuntze - Dracocephalum bungeanum Schischk. & Serg. - Dryadanthe bungeana Kar. & Kir. | - Echinospermum bungei Boiss. - Echioides bungei (Boiss.) Rothm. - Elymus bungeanus (Trin.) Melderis - Epilasia bungei C.B.Clarke - Eremostachys bungei Regel - Eremurus bungei Baker - Erigeron bungei Boiss. - Eryngium bungei Boiss. - Euonymus bungeanus Maxim. - Euphorbia bungei Boiss. - Fagara bungei (Planch.) Hiroë (= Zanthoxylum bungei Planch.) - Ferula bungeana Kitag. - Fortuynia bungei Boiss. - Fraxinus bungeana A.DC. - Galium bungei Steud. - Gypsophila bungeana D.Dietr. - Hesperis bungei Kuntze - Hierochloë bungeana Trin. - Hylebia bungeana (Fenzl) Tzvelev - Indigofera bungeana Walp. - Iris bungei Maxim. - Isatis bungeana Seidlitz - Jurinea bungei Boiss. - Lagochilopsis bungei (Benth.) Knorr. - Lagochilus bungei Benth. - Lappula bungei Gürke - Leonurus bungeanus Schischk. - Linum bungei Boiss. - Listera bungeana Yabe - Lithospermum bungei (Boiss.) I.M.Johnst. - Lonicera bungeana Ledeb. - Lychnis bungeana Fisch. ex Lindl. - Malcolmia bungei Boiss. - Mattia bungei Boiss. - Mattiastrum bungei (Boiss.) Rech.f. & Riedl - Melilotus bungeana Boiss. - Microparacaryum bungei (Boiss.) Khat. - Microstigma bungei Trautv. - Neottia bungeana (Y.Yabe) Szlach. - Onobrychis bungei Boiss. - Ornithogalum bungei Boiss. - Oxytropis bungeana Schischk. - Oxytropis bungei Kom. - Paracaryum bungei Brand - Paronychia bungei Boiss. | - Phelipanche bungeana (Beck) Soják - Phlomoides bungei (Regel) Kamelin & Makhm. - Pinus bungeana Zucc. - Plantago bungei Steud. - Polygonum bungeanum Turcz. Persicaria bungeana Nakai - Potentilla bungei Boiss. - Prangos bungei Boiss. - Primula bungeana C.A.Mey. - Prunus bungei Walp. - Pulsatilla bungeana C.A.Mey. ex Ledeb. - Quercus bungeana F.B.Forbes - Ranunculus bungei Steud. - Reseda bungei Boiss. - Rhamnus bungeana Ja.Vassiliev - Rindera bungei Gürke - Rochelia bungei Trautv. - Rosa bungeana Boiss. & Buhse - Ruta bungei B.Fedtsch. - Salsola bungeana (Botsch.) Botsch. - Saussurea bungei Benth. & Hook.f. ex Franch. & Sav. - Sclerosiphon bungei (Maxim.) Rodion. - Scorzonera bungei Krasch. & Lipsch. - Senecio bungei Franch. - Sertula bungeana Kuntze - Sisymbrium bungei Steud. - Silene bungeana (D.Don) H.Ohashi & H.Nakai - Silene bungei Bocquet - Spergularia bungeana Tzvelev - Statice bungeana Boiss. - Statice bungei Claus - Stellaria bungeana Fenzl - Stipa bungeana Trin. ex Bunge - Tamarix bungei Boiss. - Tithymalus bungei (Boiss.) Prokh. - Trisetum bungei Boiss. - Triticum bungeanum Trin. - Typha bungeana C.Presl - Veronica bungei Boiss. - Vicia bungei Ohwi - Viola bungeana Rupr. - Volkameria bungei hort. ex Lavallée - Xanthosia bungei Keighery - Zanthoxylum bungeanum Maxim. - Zanthoxylum bungei Hance - Ziziphora bungeana Juz. |

## Семья
Был женат трижды: с 25.1.1834 — на Вильгельмине Шрейбер (1806—1840), с 22.12.1841 — на Елизавете фон Пистолькорс (1813—1858), с 7.6.1860 — на Луизе Струве (1824—1910). Дети:
- Мария Елизавета (1834—1909) — супруга Эдуарда фон Валя[5]
- Минна (1836—?) — была замужем на Николаем фон Пистолькорсом
- Владимира (1842—1895) — юрист
- Густав (1844—1920) — физиолог, профессор Базельского университета;
- Беневенуто (?—?) — доктор медицины
- Александр (1851—1930) — зоолог и путешественник.
- Елизавета (?—?) — супруга фон Руктешелля.